# Danxi (sockenhuvudort i Kina, Jiangxi Sheng, lat 24,61, long 115,78)
Danxi (kinesiska: 丹溪, 丹溪乡) är en sockenhuvudort i Kina. Den ligger i provinsen Jiangxi, i den sydöstra delen av landet, omkring 450 kilometer söder om provinshuvudstaden Nanchang. Antalet invånare är 12 971. Befolkningen består av 6 469 kvinnor och 6 502 män. Barn under 15 år utgör 20,0 %, vuxna 15-64 år 70 %, och äldre över 65 år 8,0 %.
Runt Danxi är det ganska tätbefolkat, med 192 invånare per kvadratkilometer. Närmaste större samhälle är Huanghuai, 15,7 km söder om Danxi. I omgivningarna runt Danxi växer huvudsakligen savannskog.
Genomsnittlig årsnederbörd är 1 982 millimeter. Den regnigaste månaden är maj, med i genomsnitt 404 mm nederbörd, och den torraste är oktober, med 20 mm nederbörd.